# Cardioidea
Cardioidea zijn een superfamilie uit de superorde Imparidentia.

## Families
- Cardiidae
- † Pterocardiidae